# گروزدفکا
گروزدفکا (انگلیسی: Gruzdevka) یک شهرک در شهرستان ایلیشفسکی استان باشقیرستان کشور روسیه است.